# 清水大楊油庫
24°17′44″N 120°36′40″E / 24.295625°N 120.611076°E
清水大楊油庫，正式稱呼清水大楊原美軍油庫設施，位於臺灣臺中市清水區楊厝里大楊油庫休憩公園，為越戰期間駐臺美軍航空油庫，原有7座，2000年拆除剩1座時由牛罵頭文化協進會買下，今列歷史建築。

## 建築
大楊油庫是越戰期間為能讓KC-135空中加油機能對關島起飛的B-52轟炸機在南中國海實施空中加油而建。據牛罵頭文化協進會調查，該油庫興建於1966年，直徑28.4公尺、高16公尺，外環階梯共有66級，鋼板厚度0.9至1.5公分。油庫除上蓋、下底之外，內部還設有海棉層的浮動蓋，能隨著油量液位而上下浮動來安定液面。

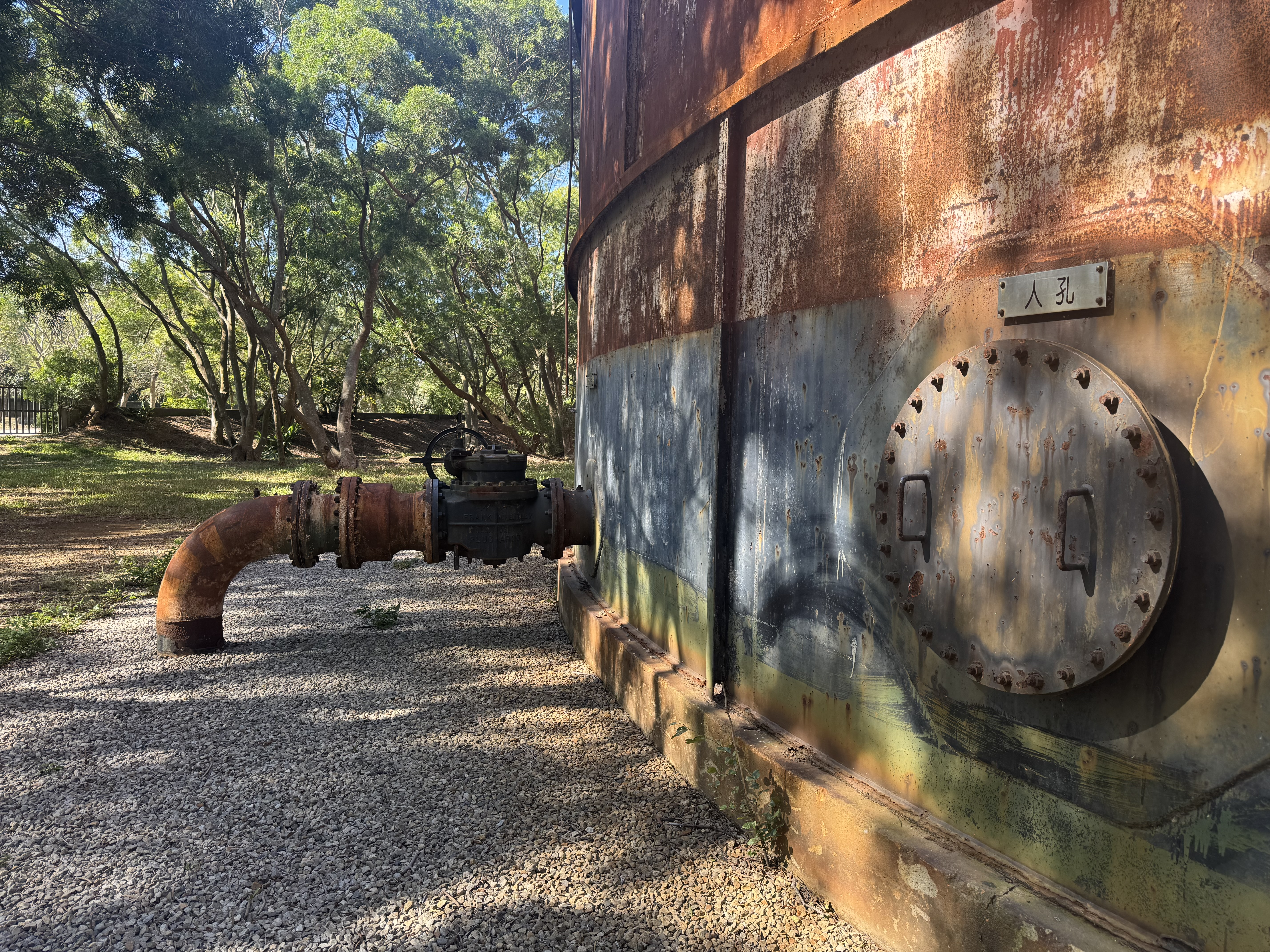
輸油管與人孔

輸油管全長約13公里。此管線自大甲溪出海口開始，經高北里加壓站順著大甲溪床中的暗管，往東溯溪至頂湳里客庄，然後坑口宮廟拐彎向南上山，接至海風里與楊厝里交界的大楊油庫。

## 歷史

### 保存運動
中華民國與美國斷交後，原先駐守於大楊油庫的美軍撤出，由中華民國軍方接管。1999年，軍方拆除2座油庫以騰出2.5公頃作為大楊國小新校地。

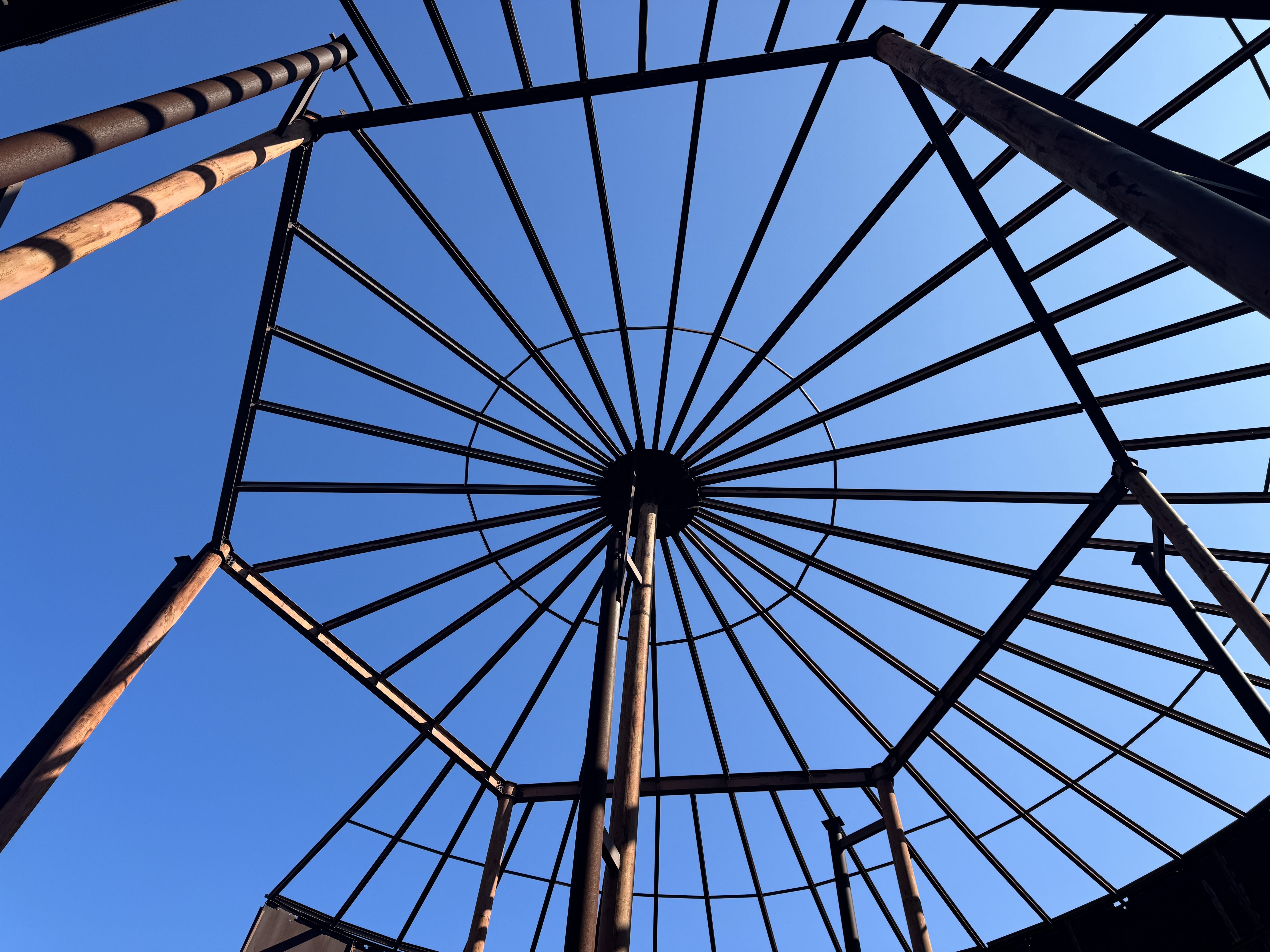
油庫頂端

2000年，軍方以新台幣61萬的價格，將剩餘5座油庫賣給包商拆除作廢鐵，約定該年5月1日前拆除完畢。至該年3月1日時，油庫僅存3座。6日，牛罵頭文化協進會前總幹事蔡紹斌等人提出歷史文化財建議清單，建議把高北里油庫加壓站及楊厝里油槽保留，以作為介紹美軍協防台灣的史蹟公園。8日，僅存2座時，牛罵頭文化協進會理事長吳長錕、立委馮定國助理王建平到現場抗議，要求至少保留1座。10日，立委馮定國在鎮公所召開公聽會，清水鎮海風里長黃國進、大楊國小校長賴漢章、家長會長林文拱也都到場，一齊要求保留油庫並闢為戰遺蹟公園。22日，包商廖世樟接獲台中縣文化局秘書張麗娜告知，政府無法籌措補償。廖世樟原是在高雄市三民區經營報廢軍品買賣的業者，後擴大營業面積在高雄縣大寮鄉鳳林二路開闢報廢廠。他認為每拆1座油槽，自己就可賺到100多萬元，因此不同意終止。23日，文化局長洪慶峰、吳長錕、立委林耀興特別助理卓萬得等前要求廖世樟停止，經縣長廖永來電話斡旋，獲緩拆期限到3月底。26日，吳長錕請來大灣島樂團在油槽前演出，藉由表演中穿插簡短演講，說明保存油槽的重要性，期能獲得民眾支持。27日，文化局決議將大楊油庫列為台中縣歷史建築，並協調軍方賠償包商。28日，文化局在此舉辦名為「大楊風情」的活動，由局長洪慶峰和上百民眾手牽手圍著大楊油槽，傳達保留決心。31日，為防止廠商變卦，馮定國助理王建平便率人到油槽前搭帳篷、埋鍋造飯作長期抗爭。

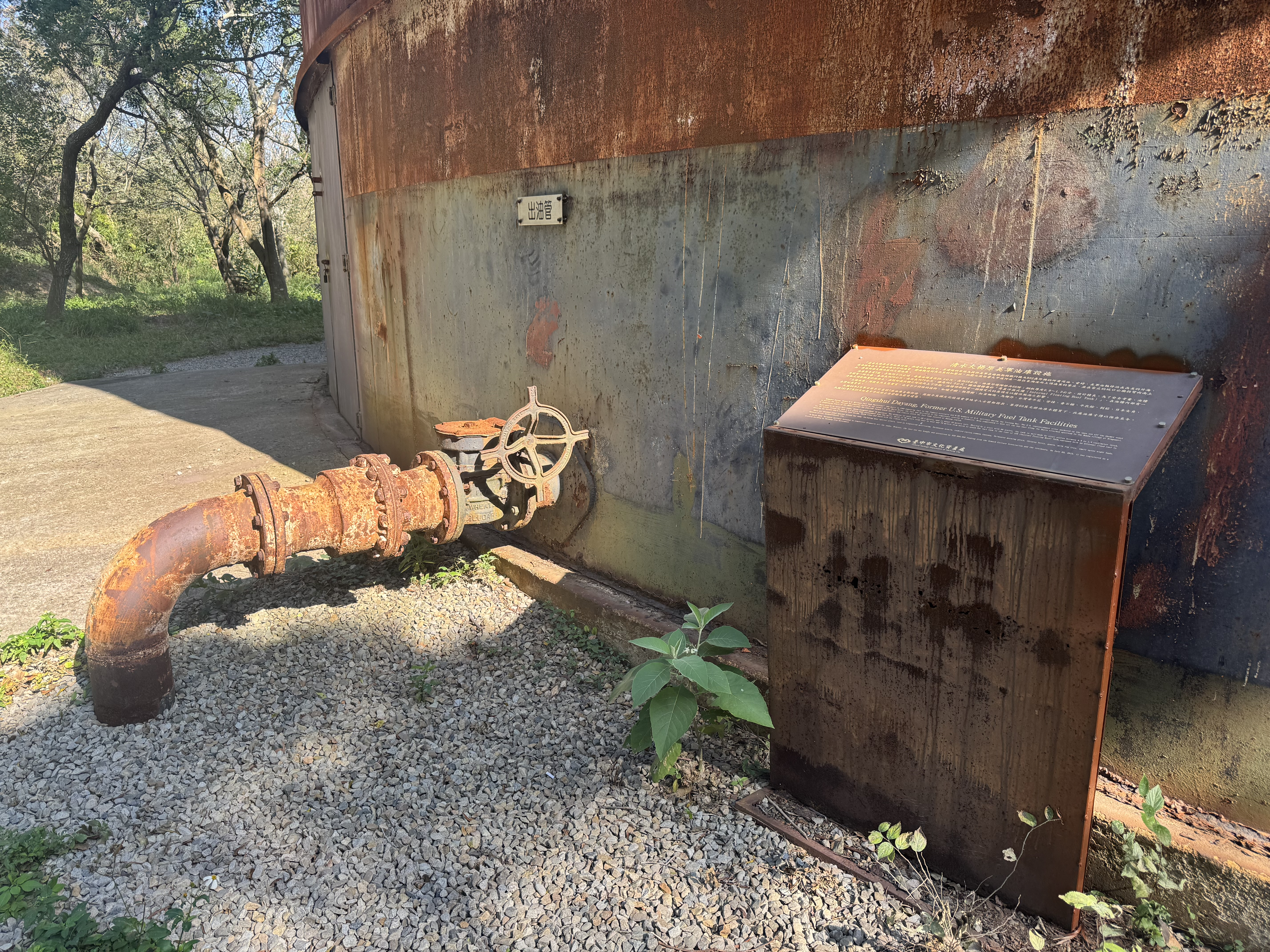
出油管

4月1日，法院發出假處分，裁定包商不得再拆除。經大楊國小校長賴漢章與承包商協商，包商答應將補償金由120萬元降至60萬元。為籌措補償金，20日，牛罵頭文化協進會、立委馮定國、文化局等單位，宣布發行「油庫之友」認同卡來湊足資金。23日，牛罵頭文化協進會在大楊國小舉行越戰史蹟學術研討會，邀靜宜大學人文科教授郭應哲、東海大學建築系副教授劉舜仁與顏名宏、輔仁大學應用美術系副教授賴志彰參加，以保留大楊油庫作討論焦點。牛罵頭文化協進會又在該月29日上午10點到下午2點在油庫廣場舉行幕捐活動，內容包括千人健行、風箏大楊天空、畫我大楊風情、心手相連保護油庫、咖啡客棧及美食街、二手軍品跳蚤市場等，以販售價值新台幣1000元的「油庫之友」認同卡。但至月底僅有300多人認購。
為籌湊剩餘賠償金，牛罵頭文化協進會在5月6日晚上7點半邀請歌手詹雅雯、盟傑爵士樂團、頑石劇團在台中港區藝術中心演出、及義賣張政雄、李幸龍、李瑞媚、顏金源、簡淑媚、陳冠寰及陳淑真等人的藝術作品。在湊齊賠償金後，軍方不承認牛罵頭文化協進會與包商間的協議，最後協會出示在包商處予與軍方簽下的合約，方得解決。
12月4日，在大楊國小校長賴漢章帶領下，早年被迫遷移的楊厝寮原居民回大楊油庫回憶過往，幾位民眾激動到落淚。

### 十景選票
文化局評大楊油庫是冷戰時期的產物，見證美國協防台灣與亞洲的歷史。2001年中華民國各縣市歷史建築十景票選期間，文化局將大楊油庫列入名單中，在9月17日到10月1日進行投票。10月6日名單公布，大楊油庫未中選。11月15到18日，為配合大楊國小校慶，文化局規劃油庫綠美化活動及地方農特產品園遊會。

### 爭取修復

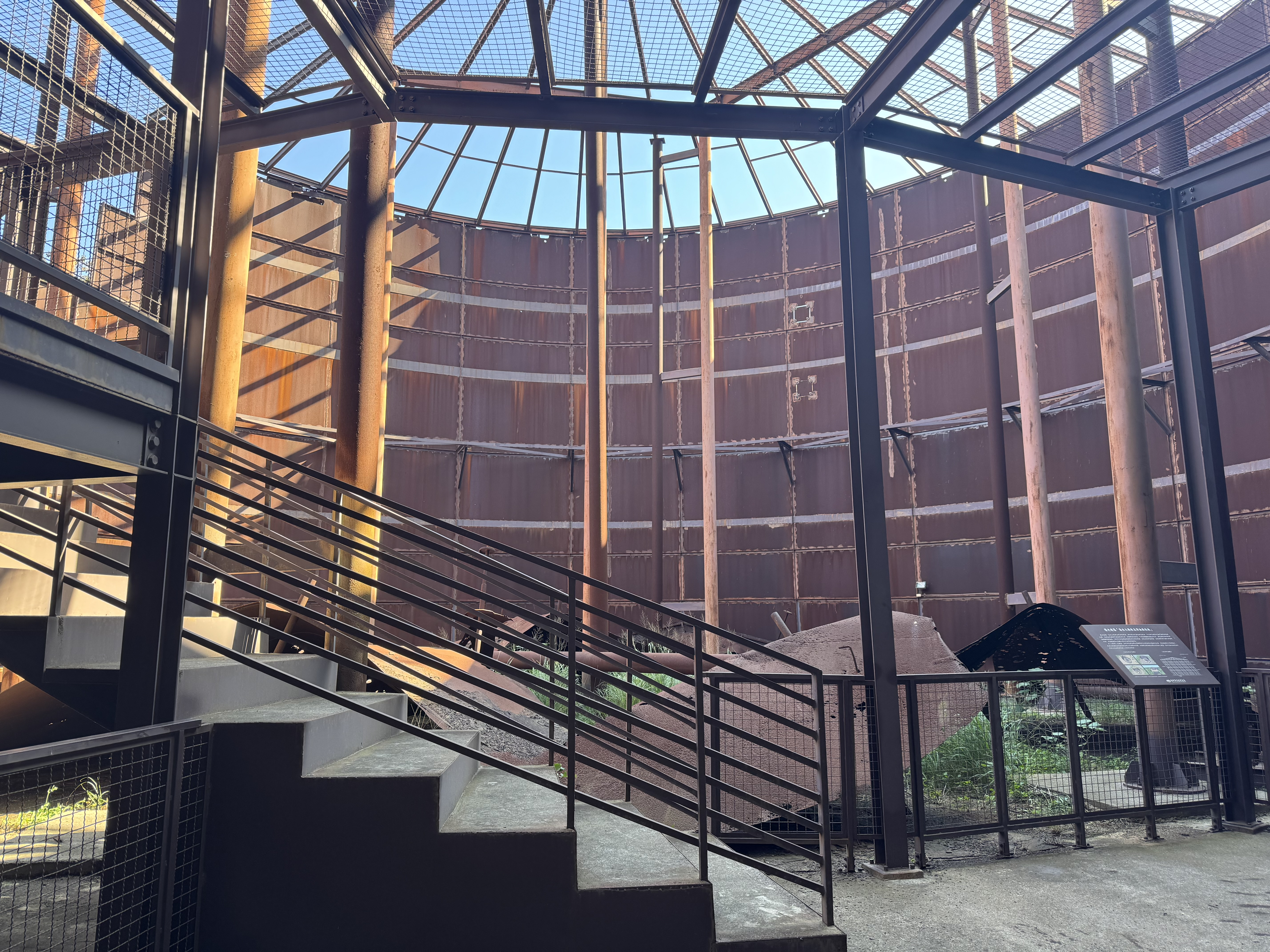
油庫內景

據台中市文化局展演課長許秀蘭評估，剩下1座的大楊油庫，狀況是7座中條件最差的，因附近毫無遮蔽物，建物直接受強勁北風侵襲，鋼構材質飽受海鹽摧殘鏽蝕，甚至頂部都已鏽穿。2002年1月30日，文化局展開大楊油庫建築物安全鑑定，發現內部油槽、控製閥等設施依然保存相當完整。2月25日，因油庫鏽蝕惡化日趨嚴重，整修及園區規劃案卻遲未動，引起地方文化團體不滿。4月9日，大楊油庫歷史建物保存再利用協調會上，文化局展演課長許秀蘭表示，目前只獲文建會中部辦公室補助100萬元，僅夠作建築結構和現況調查，修復恐有困難。7月20日，新高港文教基金會執行長雷震天等地方文化界人士再度建議政府，配合清水服務區成立，應將油庫所在開闢成軍事遊樂園區，結合地方產業，藉此帶動大楊地區。
2014年4月30日，立委蔡其昌邀交通部觀光局長謝謂君及台中市府觀光旅遊局長張大春會勘大楊油庫及高北加壓站，望能爭取中央政府補助6000萬元。2015年蘇迪勒颱風，臺中沿海颳起16級陣風，大楊油庫頂端破洞、多塊鐵片被吹落。楊厝里長曾文利、社區發展協會理事長曾文君反映，大楊油庫曾是打卡熱點，卻因風災受損而封鎖，望盡早維修成為社區再造景點。11月18日，副議長張清照批市府效率不彰，任大楊油庫荒廢。2016年9月10日，已選上立法院副院長的蔡其昌邀請文化部長鄭麗君視察台中市清水區，以替大楊油庫、鰲峰山公園觀景台、清水鬼洞、牛罵頭遺址園區及高美溼地等作結合規劃。2017年12月14日，立法院副院長蔡其昌再度會勘大楊油庫，市議員王立任、楊典忠與地方人士都到場關心。2018年1月12日，牛罵頭文化協進會將大楊油庫不動產權捐贈台中市政府，以讓清水區公所接管。

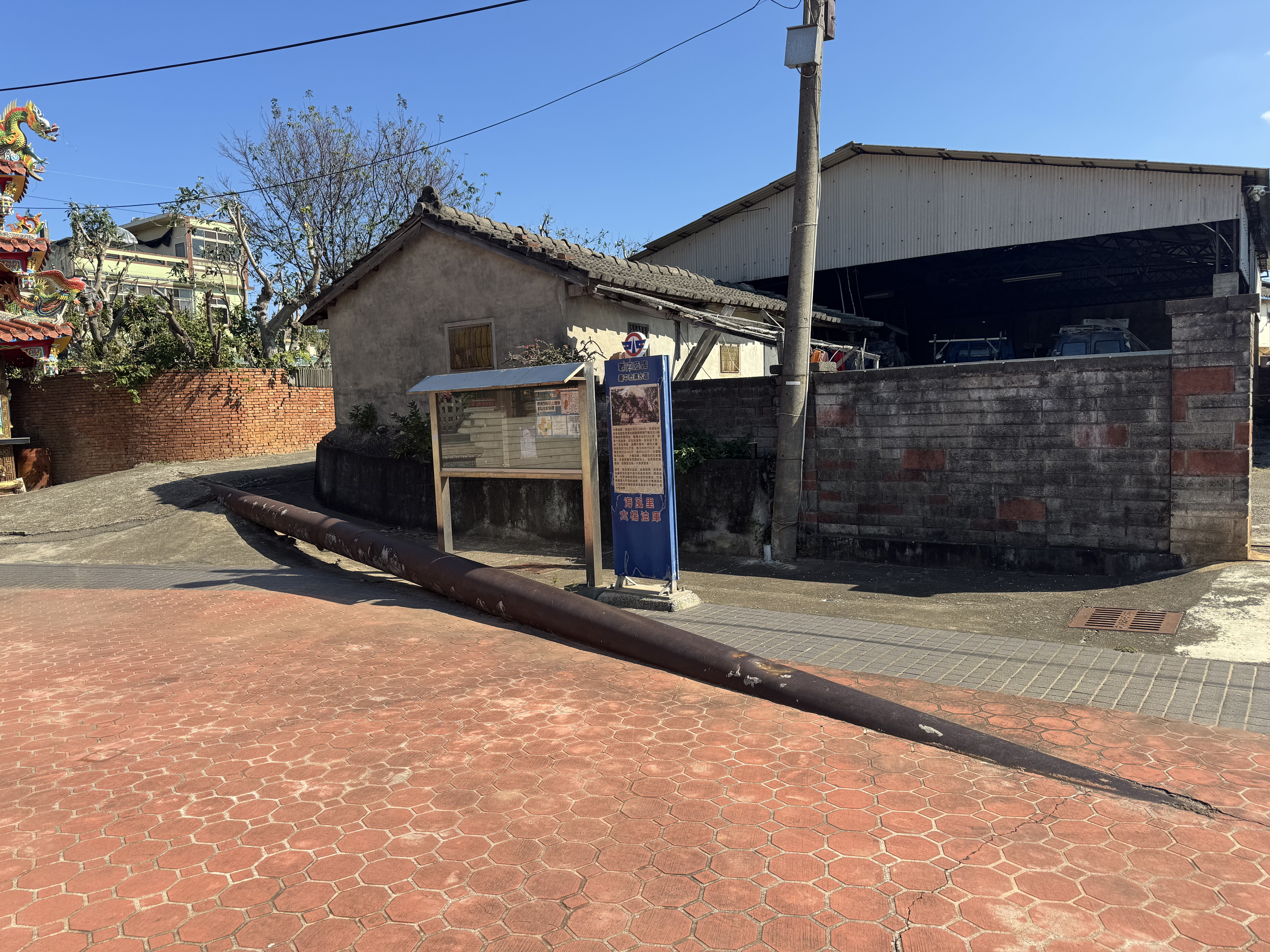
南清宮外露油管

2020年9月7日，文化局長張大春、立法院副院長蔡其昌舉行大楊油庫修復動工。774萬修復經費中，由中央補助387萬元。原先文資團體爭取海風里南清宮的外露油管、高北加壓站都列入文資保護，但該年9月19日被否決。市議員楊典忠爭取下，自11月10日起，台中市公車14延增設大楊油庫站。
2021年完成修復後，2022年4月起，市府委託楊厝社區發展協會協助場地開放導覽，固定於每周六上午10至12點開放。